# Flóra Ferenc
Flóra Ferenc (Nagyvárad, 1820. szeptember 24. – Nagyvárad, 1889. július 9.) nagyváradi kanonok.

## Élete
1846. augusztus 24-én misés pappá szentelték; azután káplán volt és adminisztrátor, 1848-ban püspöki titkár és szentszéki jegyző; 1850-ben tasnádszántói, 1872-ben nagyszőlősi plébános és alesperes, 1874-ben nagyváradi szentszéki ülnök, 1876-ban tiszteletbeli, 1879-ben valóságos kanonok, 1883-ban csolti apát és püspöki főnevelőintézet vezetője.
Mint pesti kispap 1845-ben a Munkálatok számára fordítgatott, 1846-ban pedig ugyanott egy saját tanulmánya jelent meg Aranyszájú sz. János címen.